# Ivan Prijatelj
Ivan Prijatelj (* 23. Dezember 1875 in Vinice; † 23. Mai 1937 in Ljubljana) war ein slowenischer Literatur- und Kulturhistoriker.
Der Sohn eines Hausierers besuchte das Gymnasium in Ljubljana, wo er Kontakt zu dem bürgerlich-liberalen Kreis um Ivan Tavčar und den Pionieren der modernen slawischen Literatur (Josip Murn, Ivan Cankar, Oton Župančič und Dragotin Kette) hatte. Nach dem Abschluss des Gymnasiums studierte er von 1898 bis 1902 Slawistik bei Vatroslav Jagić in Wien. Nach einer Studienreise durch Russland, Polen und Deutschland erhielt er 1905 eine Stelle an der Gerichtsbibliothek in Wien, die er bis 1919 innehatte.
Mit der Gründung der Universität von Ljubljana wurde Prijatelj zu einem der ersten ordentlichen Professoren Sloweniens berufen. Er unterrichtete slawische Literatur der Neuzeit mit besonderer Ausrichtung auf die slowenische Literatur. Aus politischen und kulturpolitischen Aktivitäten zog er sich im Lauf der 1920er Jahre enttäuscht zurück. Er trat insbesondere mit Schriften zur slowenischen Literatur hervor, daneben auch als Übersetzer aus dem Russischen.

## Schriften
- Klasje z domačega polja. Zbirka najboljših del slovenskih pisateljev, 1866
- Drama Prešernovega duševnega življenja, 1905
- Bleiweis in drugi - pred policijo, 1909
- Slovenačka književnost. S predgovorom Pavla Popovića, 1920
- Predhodniki in idejni utemeljitelji ruskega realizma, 1921
- Slovensko, slovansko in južnoslovansko vprašanje pri Slovencih na prelomu 60-ih in 70-let, 1927
- Uvod v zgodovino kritike, 1928
- Duševni profili slovenskih preporoditeljev, 1935
- Borba za individualnost slovenskega književnega jezika v letih 1848–1857, 1937
- Kulturna in politična zgodovina Slovencev od 1848 do 1895, 1938–1940
- Izbrani eseji in razprave Ivana Prijatelja, Hrsg. Anton Slodnjak, 1952–1953
- Izbrano delo, Hrsg. Franc Zadravec, 1976

## Quelle
- Slovenski Biografski Leksikon - Prijatelj Ivan

| Personendaten    | Personendaten                                |
| ---------------- | -------------------------------------------- |
| NAME             | Prijatelj, Ivan                              |
| KURZBESCHREIBUNG | slowenischer Literatur- und Kulturhistoriker |
| GEBURTSDATUM     | 23. Dezember 1875                            |
| GEBURTSORT       | Vinice                                       |
| STERBEDATUM      | 23. Mai 1937                                 |
| STERBEORT        | Ljubljana                                    |